# Friedrich Ludwig von Sckell
Friedrich Ludwig von Sckell (Weilburg, 13 settembre 1750 – Monaco di Baviera, 24 febbraio 1823) è stato un architetto del paesaggio tedesco.
Fu il fondatore della "fase classica" dei giardini all'inglese in Germania come anche urbanista a Monaco di Baviera.

## Biografia
Era figlio di Johann Wilhelm Sckell, giardiniere, al servizio dal 1749 del principe di Nassau-Weilburg, dal 1757 del Principe elettore Carlo Teodoro di Baviera a Schwetzingen e dal 1762 secondo giardiniere di corte presso il castello di Schwetzingen.
Sckell si formò nei giardini di corte a Schwetzingen. Lavorò quindi a Bruchsal, Parigi e Versailles.
Dal 1773 al 1777 fu impegnato in Inghilterra con giardini di stile inglese. Rientrato in Germania, egli sistemò in giardino all'inglese il Parco Schönbusch ad Aschaffenburg per l'Elettore di Magonza e arcivescovo Friedrich Karl Josef von Erthal e fece altrettanto con il Parco Schöntal, sempre ad Aschaffenburg.
In seguito fu impegnato nella ristrutturazione di parti del giardino barocco di Schwetzinger e nel 1789 fu incaricato dal conte di Rumford Benjamin Thompson di occuparsi del Giardino inglese di Monaco di Baviera.
Nel 1792 successe al padre nel suo incarico di giardiniere di corte a Schwetzingen.  Nel 1799 ottenne in aggiunta la posizione di Direttore die giardini per i giardini del Palatinato e della Baviera. Nel 1804 fu intendente di corte per i giardini a Monaco di Baviera, dove egli completò il Giardino inglese e gran parte del barocco parco del castello di Nymphenburg, trasformandolo in una struttura panoramica.
A Monaco collaborò con l'architetto Gustav von Vorherr alla progettazione degli aspetti del verde nel corso dell'ampliamento della città nei luoghi di Sonnenstraße, Karlsplatz (Stachus), Sendlinger Tor e Isartor.
Nel 1808 fu insignito dell'Ordine al merito della corona bavarese.
La figlia Teresa (1800–1853) sposò il suo successore, Carl August Sckell, figlio del fratello Matthias Sckell, mentre la figlia Federica (1802–1867) sposò il pittore Carl Anton Joseph Rottmann.
La tomba di Friedrich Sckell si trova nell'Antico cimitero sud di Monaco (Campo 6 – Serie 7 – Posto 33/34), lo stesso cimitero che egli aveva collaborato a sistemare con l'architetto Gustav Vorherr, a pianta in forma di sarcofago.

## Opere
L'elenco che segue getta uno sguardo sui giardini più famosi, che Sckell aveva sistemato:
- 1776/77: Struttura paesaggistica del parco del castello di Schwetzingen
- 1780: Lavori per il parco del castello di Karlsberg a Homburg e per il castello di Monbijou a Dietrichingen presso Zweibrücken per il duca Carlo II Augusto del Palatinato-Zweibrücken
- 1780/85: Parchi Schöntal e Schönbusch ad Aschaffenburg
- 1783: Giardino del castello di Dürkheim, Giardino del castello di Grünstadt
- 1784: Giardino del castello di Neckarhausen, giardino del castello di Landshut
- 1785/88: Palazzo "Favorite" a Magonza, Giardino del castello di Oranienstein, castello di Monbijou presso Dietrichingen
- 1787: Giardino del castello di Wambolt (Birkenau, Odenwald), Giardino del castello di Wörrstadt Rheinhessen, Annahof e Monplaisir e Niederwürzbach, Giardino Rohrbacher ad Heidelberg
- 1789/1800: Ludwigspark di Saarbrücken, progetto di ristrutturazione del sistema di fortificazione di Mannheim (e nel contempo primo progetto di ampliamento della città), 1800 (non realizzato)
- 1788/92: Sistemazione paesaggistica del castello di Herrnsheim
- ab 1789: a Monaco, tra l'altro Giardino inglese, lavori di urbanistica e diverse zone verdi, ristrutturazione paesaggistica del parco di Nymphenburg
- 1790: Sturmfederscher Kellergarten in Dirmstein e Giardino del castello di Heidelberg
- 1792: Giardino del castello di Rilchingen
- 1795: Parco del castello di Weinheim e rielaborazione paesaggistica del Karlstal a Trippstadt (descrizione)
- 1803: Ristrutturazione paesaggistica del giardino dell'ex Abbazia di Amorbach
- 1805: Giardino di corte a Innsbruck e Mirabell-Garten a Salisburgo
- 1805–1814: Giardino privato del castello di Stepperg (Stepperg a Rennertshofen), oggi parco ducale, sede di campagna di Maximilian von Montgelas
- 1817: Ristrutturazione paesaggistica del parco del castello di Biebrich a Biebrich
- Ristrutturazione paesaggistica del parco del castello di Oppenweiler

## Galleria d'immagini

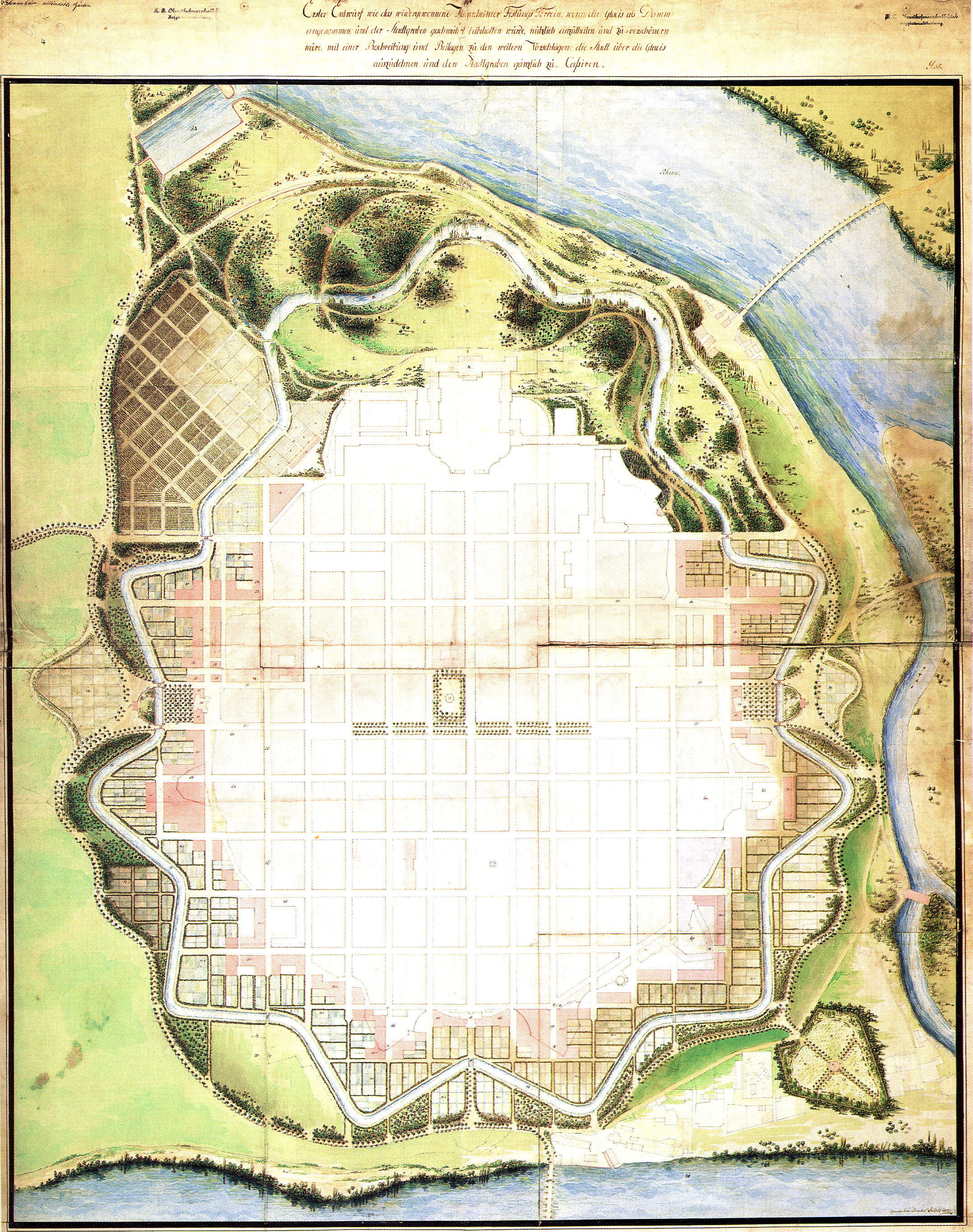
Progetto di Sckell di ristrutturazione del sistema di fortificazione di Mannheim (e nel contempo primo progetto di ampliamento della città), 1800 (non realizzato)
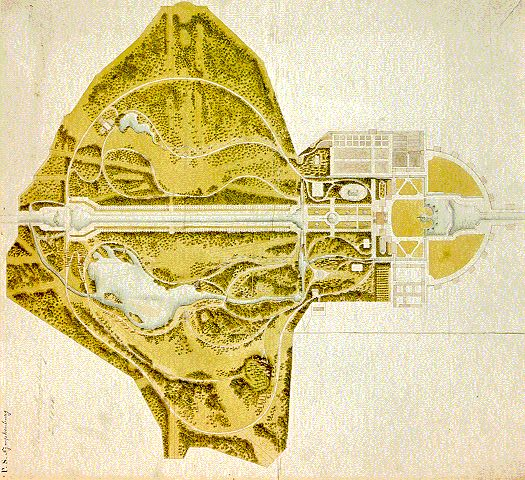
Progetto di ristrutturazione paesaggistica del parco di Nymphenburg, verso il 1802
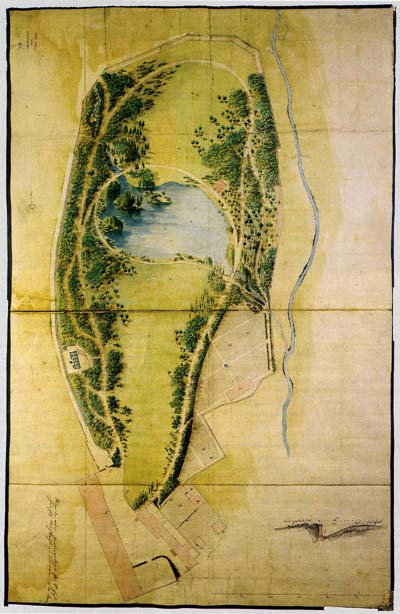
Progetto di ristrutturazione paesaggistica del giardino dell'ex Abbazia di Amorbach, 1803

## Importanza

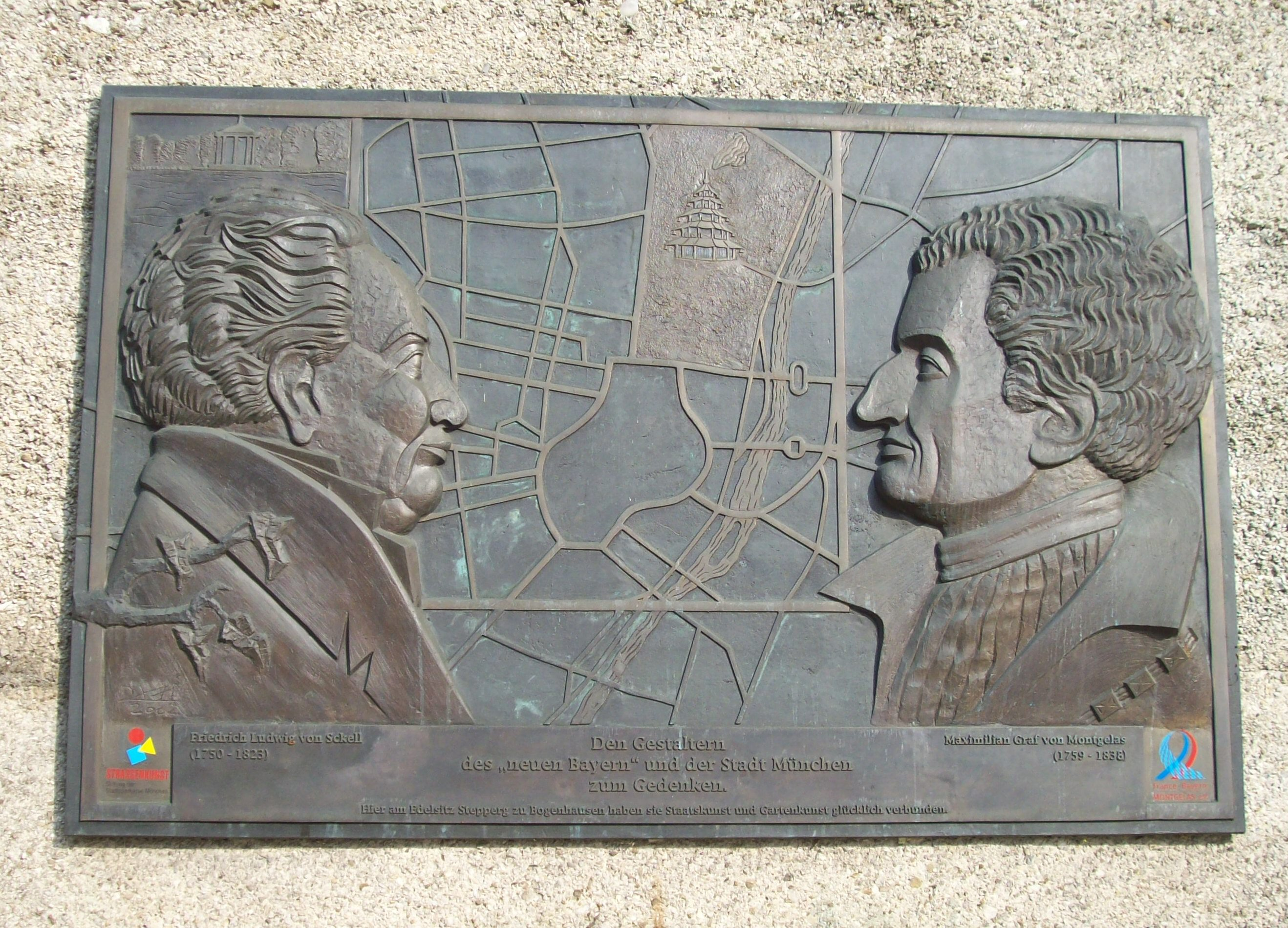
München-Bogenhausen: Tavola commemorativa per Sckell e Montgelas (Peter Weidl, 2002)

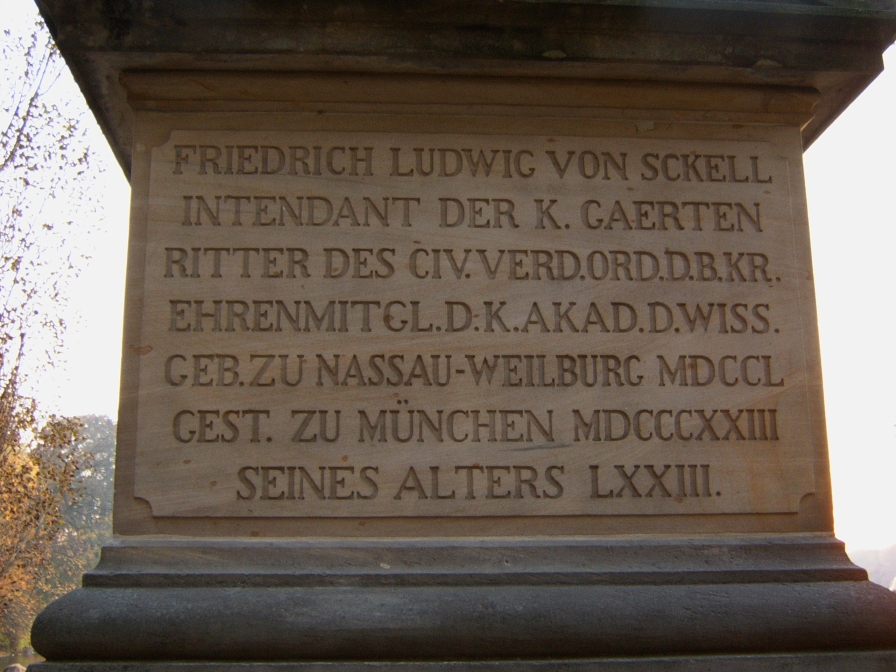
Iscrizione sul pilastro memoriale per Ludwig von Sckell su Kleinhesseloher See nell'Englischen Garten

Sckell è considerato il fondatore della "fase classica" dei giardini all'inglese in Germania, che egli, con l'opera Beiträge zur bildenden Gartenkunst del 1818, presentò anche al pubblico specializzato tedesco.
I suoi raggruppamenti di piante sono in parte ancor oggi utilizzati nel giardinaggio in Germania.
Nel 1808 divenne membro straordinario dell'Accademia bavarese delle scienze. Nel 1823 Ludwig von Sckell morì a Monaco da Intendente dei giardini di corte. In suo onore fu eretto un monumento alla memoria nel Giardino Inglese di Monaco.
L'Accademia d'arte di Baviera conferisce ogni due anni l'Anello d'onore Friedrich-Ludwig-von-Sckell ad architetti paesaggisti, storici dei giardini o persone di attività affini, considerati meritevoli per la loro attività.

## Pubblicazioni
- Friedrich Ludwig von Sckell: Beiträge zur bildenden Gartenkunst für angehende Gartenkünstler, 2. Auflage 1825 (Digitalisat) – Nachdruck: Werner, Worms 1998, ISBN 3-88462-150-5